# Đăk Hà
Đăk Hà cũ  là một huyện thuộc tỉnh Kon Tum cũ, Việt Nam.

## Địa lý
Huyện Đăk Hà nằm cách trung tâm thành phố Kon Tum 20 km về phía bắc, có vị trí địa lý:
- Phía nam giáp thành phố Kon Tum
- Phía đông giáp huyện Kon Plông và huyện Kon Rẫy
- Phía bắc giáp huyện Tu Mơ Rông
- Phía tây giáp huyện Đăk Tô
- Phía tây nam giáp huyện Sa Thầy với ranh giới là thượng nguồn của con sông Pô Kô.

Huyện Đăk Hà có diện tích 844,47 km², dân số năm 2019 là 74.805 người, mật độ dân số đạt 89 người/km².

## Hành chính
Huyện Đăk Hà có 11 đơn vị hành chính cấp xã trực thuộc, bao gồm thị trấn Đăk Hà (huyện lỵ) và 10 xã: Đăk Hring, Đăk La, Đăk Long, Đăk Mar, Đăk Ngok, Đăk Pxi, Đăk Ui, Hà Mòn, Ngok Réo, Ngok Wang.

## Lịch sử
Trước năm 1994, địa bàn huyện Đăk Hà là một phần của thị xã Kon Tum và huyện Đăk Tô.
Ngày 24 tháng 3 năm 1994, Chính phủ ban hành Nghị định số 26-CP về việc thành lập huyện Đăk Hà trên cơ sở:
- Tách 2 xã: Đăk Pxi và Đăk Hring thuộc huyện Đăk Tô gồm 35.356 hécta diện tích tự nhiên với 5.158 nhân khẩu
- Tách 4 xã: Đăk La, Hà Mòn, Ngọk Réo và Đăk Uy thuộc thị xã Kon Tum gồm 39.560 hécta diện tích tự nhiên với 24.682 nhân khẩu
- Thành lập thị trấn huyện lỵ Đăk Hà trên cơ sở 2.250 hécta diện tích tự nhiên với 9.957 nhân khẩu của xã Hà Mòn
- Sau khi điều chỉnh, xã Hà Mòn còn lại 5.250 hécta diện tích tự nhiên với 3.543 nhân khẩu.

Khi đó, huyện Đăk Hà bao gồm thị trấn Đăk Hà và 6 xã: Đăk Hring, Đăk La, Đăk Pxi, Đăk Uy, Hà Mòn, Ngọk Réo.
Ngày 22 tháng 11 năm 1996, thành lập xã Ngọc Wang trên cơ sở các thôn 4, 5, 11, 14 của xã Đắk Uy với 4.000 ha diện tích tự nhiên và 797 nhân khẩu; các làng Kon Gu 1, Kon Gu 2 và làng Kon Stiu của xã Ngọk Réo với 3.245 ha diện tích tự nhiên và 648 nhân khẩu.
Ngày 3 tháng 9 năm 1998, thành lập xã Đăk Mar trên cơ sở điều chỉnh 4.123,5 ha diện tích tự nhiên và 2.567 nhân khẩu của xã Đắk H Ring; 535 ha diện tích tự nhiên và 1.232 nhân khẩu của xã Hà Mòn.
Ngày 20 tháng 12 năm 2013, Chính phủ ban hành Nghị quyết 126/NQ-CP về việc:
- Thành lập xã Đăk Long trên cơ sở điều chỉnh 3.000 ha diện tích tự nhiên, 3.125 nhân khẩu của xã Đăk Hring và 2.800 ha diện tích tự nhiên, 1.276 nhân khẩu của xã Đăk Pxi.
- Thành lập xã Đăk Ngọk trên cơ sở điều chỉnh 1.604,69 ha diện tích tự nhiên, 635 nhân khẩu của xã Ngọk Wang; 1.270 ha diện tích tự nhiên, 1.246 nhân khẩu của xã Đăk Ui và 1.042,7 ha diện tích tự nhiên, 2.391 nhân khẩu của thị trấn Đăk Hà.

Huyện Đăk Hà có 1 thị trấn và 10 xã như hiện nay.

## Giao thông
Đường bộ có Quốc lộ 14 chạy qua địa bàn, từ huyện Đăk Tô đến thành phố Kon Tum. Thị trấn Đăk Hà nằm trên tuyến đường này.